# Mesosemia dealbata
Mesosemia dealbata är en fjärilsart som beskrevs av Hans Ferdinand Emil Julius Stichel 1910. Mesosemia dealbata ingår i släktet Mesosemia och familjen Riodinidae. Inga underarter finns listade i Catalogue of Life.